# Козиці (Ґарволінський повіт)
Козиці (пол. Kozice) — село в Польщі, у гміні Троянув Ґарволінського повіту Мазовецького воєводства.
Населення — 345 осіб (2011).
У 1975-1998 роках село належало до Седлецького воєводства.

## Демографія
Демографічна структура станом на 31 березня 2011 року:
|          | Загалом | Допрацездатний вік | Працездатний вік | Постпрацездатний вік |
| -------- | ------- | ------------------ | ---------------- | -------------------- |
| Чоловіки | 158     | 36                 | 105              | 17                   |
| Жінки    | 187     | 35                 | 97               | 55                   |
| Разом    | 345     | 71                 | 202              | 72                   |